# Oops!... I Did It Again - The Best of Britney Spears
Oops!... I Did It Again - The Best Of Britney Spears è la terza raccolta musicale della cantante statunitense Britney Spears uscita il 15 giugno 2012 principalmente nel mercato europeo (mentre la quarta raccolta Playlist: The Very Best Of Britney Spears, fu pubblicata nel novembre dello stesso anno nel solo mercato americano). La raccolta, contenente 16 tracce, è composta da 4 singoli ufficiali, 4 singoli promozionali e tracce presenti nei suoi album studio ...Baby One More Time (1999), Oops!... I Did It Again (2000), Britney (2001), In the Zone (2003) e Circus (2008), mentre non è presente nessuna traccia proveniente dagli album Blackout (2007) e Femme Fatale (2011).
Questa raccolta presenta differenze rispetto alle due compilation precedenti, infatti non sono presenti singoli inediti, molti dei suoi più grandi successi sono stati esclusi per far spazio a brani noti soprattutto ai fan e le tracce non sono inserite seguendo una sequenza cronologica, a differenza della raccolta seguente Playlist uscita cinque mesi dopo solo in America che invece ricalca molto The Singles Collection (2009), ma con una tracklist ancora più scarna.

## Tracce
1. Oops!... I Did It Again – 3:34
2. ...Baby One More Time – 3:31
3. I'm a Slave 4 U – 3:26
4. Born to Make You Happy (Radio Edit) – 3:36
5. Cinderella – 3:40
6. Brave New Girl – 3:29
7. The Hook Up – 3:55
8. Don't Hang Up – 4:00
9. One Kiss From You – 3:24
10. Anticipating – 3:16
11. What It's Like to Be Me – 2:52
12. My Baby – 3:20
13. Out From Under – 3:55
14. You Got It All – 4:11
15. Showdown – 3:18
16. That's Where You Take Me – 3:34